# Benaissa Lamroubal

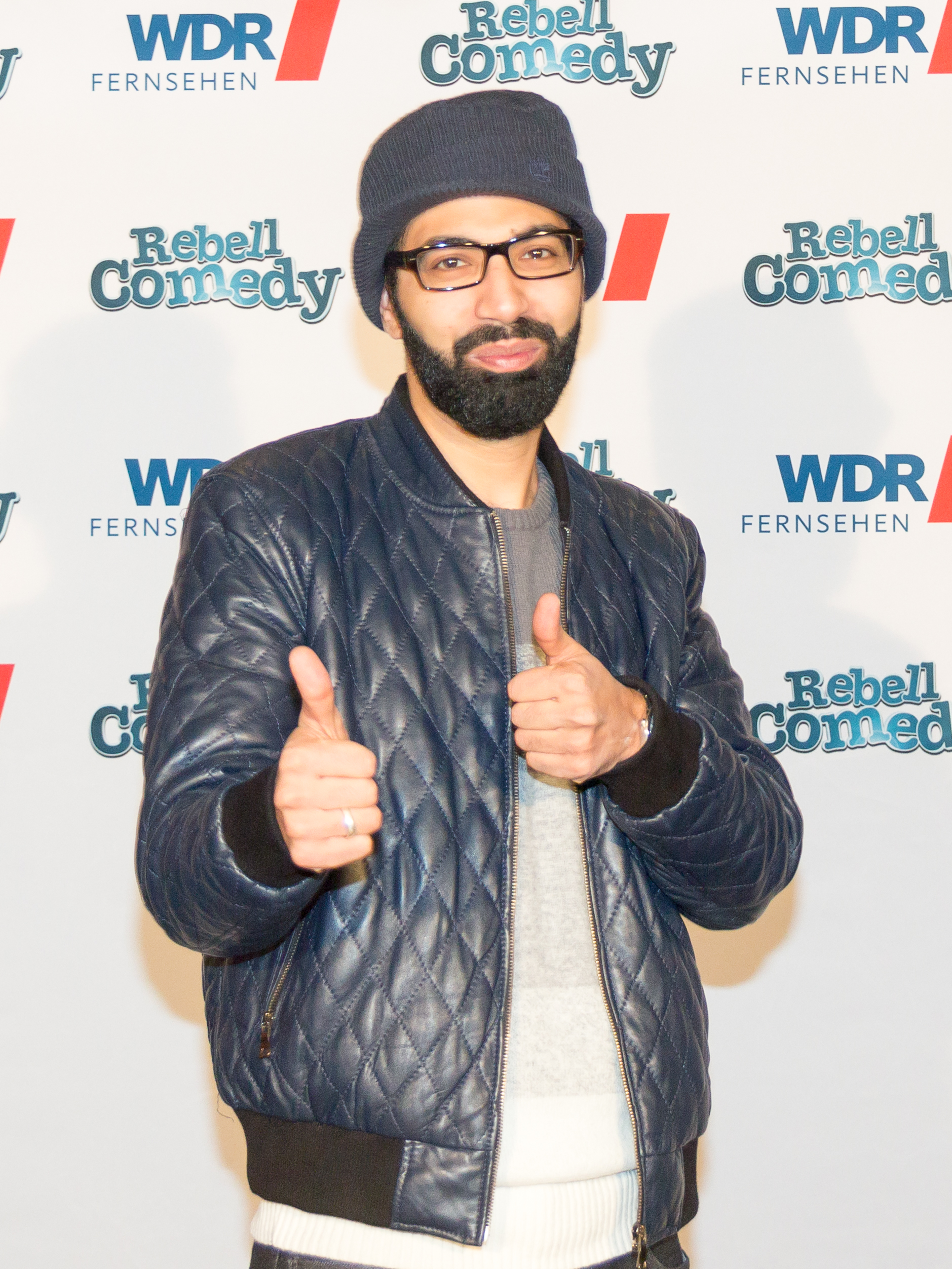
Benaissa Lamroubal (2016)

Benaissa Lamroubal, geboren als Benaissa El Ghali (* 20. August 1979 in Nador, Marokko), ist Comedian des Comedy-Ensembles RebellComedy, ehemaliger Rapper und verantwortlich für die Umsetzung sowie Verwirklichung der Comedy-Show RebellComedy.

## Karriere
Benaissa Lamroubal begann seine Laufbahn als Rapper und Produzent in den 1990er-Jahren. Erste Bekanntheit erreichte er mit dem dreisprachigen Song „Set Language“, bei dem er unter anderem in seiner Muttersprache Tamazight rappt. Es folgten Zusammenarbeiten mit Interpreten und Produzenten wie Afrob, Farid Bang, Hassan Annouri, Choukri Gustmann und Prodycem.
Obwohl seine Songs bereits viel Humor und Wortwitz beinhalteten, machte er seine ersten Erfahrungen mit Stand-up-Comedy erst 2007, als er auf Babak Ghassim und Usama Elyas stieß. Die zwei Aachener starteten einen Aufruf in den Hip-Hop-Medien, bei dem ein Comedian mit Hip-Hop-Background gesucht wurde. Dieser Comedian sollte eine TV-Show namens „Fladenbrot“ moderieren. Benaissa gewann das Casting, jedoch fand sich kein Fernsehsender, der das Format ins Fernsehen bringen wollte.
Deshalb initiierten die drei gemeinsam ein neues Format mit dem Namen RebellComedy und veranstalteten eigenständig Shows in Aachen, Düsseldorf und Köln. Diese Shows wurden von Benaissa Lamroubal moderiert. In bestimmten Beiträgen kamen durch Benaissas Zusammenbringen von verschiedenen Sprachen und Dialekten (Arabisch, Deutsch, Maghrebinischer Dialekt sowie Tamazight-Berberisch) originäre Sprachkontrastierungen und eine eigene Sprachinterferenzkomik zustande. Durch YouTube machte RebellComedy sich einen Namen, der große Erfolg blieb allerdings noch aus. Bundesweite Bekanntheit erreichte Benaissa erst, als er beim RTL Comedy Grandprix neben Chris Tall und Luke Mockridge teilnahm. Es folgten TV-Auftritte beim Quatsch Comedy Club, TV Total, Die Anstalt und deutschlandweite Touren mit Nightwash sowie der 1Live Hörsaal Comedy.
2014 erschien das erste eigene Fernsehformat mit RebellComedy. Benaissa wurde 2015 für den Prix Pantheon nominiert und gewann mehrere Preise für Stand-up-Comedy (unter anderem NDR Comedy Contest und Stuttgarter Comedy Clash). Außerdem wurde er mit dem Diwan Award und einem Ehrenpreis des Festival Oriental du Rire in Marokko ausgezeichnet. Benaissa Lamroubal tourte als Solokünstler mit den Programmen „Be Nicer“ und „Benaissance“ durch Deutschland, Österreich und die Schweiz.

## Leben
Benaissa Lamroubal ist Sohn marokkanischer Eltern und zog im Alter von zwei Jahren nach Neuss. In Neuss-Weckhoven wuchs er als zweitjüngstes Kind mit drei Schwestern und einem älteren Bruder auf. Sein Vater arbeitete als Kesselreiniger bei Bayer Dormagen. Seine Mutter verstarb 1998. Benaissa Lamroubal absolvierte das Abitur an der Gesamtschule an der Erft in Neuss. Nach dem Abitur studierte er Deutsch, Englisch und Erziehungswissenschaften auf Lehramt in Düsseldorf, Bonn und Köln, widmete sich dann aber vermehrt der Kleinkunst und machte sie zu seinem Hauptberuf.
Benaissa Lamroubal lebt in Neuss, ist verheiratet, hat eine Tochter und einen Sohn.

## Werke
- 2015–2017: Bühnenprogramm „Be Nicer“
- 2018–2019: Bühnenprogramm „Benaissance“

## Auszeichnungen
- 2014: Stuttgarter Comedy Clash
- 2016: NDR Comedy Contest
- 2016: Ehrenpreis des Festival Oriental du Rire (Marokko)
- 2017: Diwan Award

## TV-Auftritte
- RTL Comedy Grand Prix (RTL)
- Quatsch Comedy Club (ProSieben, Sky1)
- TV Total, (ProSieben)
- Schwarz, Rot, Pink mit Cindy aus Marzahn (Sat 1)
- Nightwash (WDR)
- Prix Pantheon (WDR)
- Die Anstalt (ZDF)
- Puffpaffs Happy Hour (3Sat)
- Mitternachtsspitzen (WDR)
- Asyl für Alle (BR)
- NDR Comedy Contest (NDR)
- Comedy Tower (HR)
- Standup Migranten (EinsPlus)
- Fat Chicken Club (Tele 5)
- Standup 3000 (Comedy Central)

## Serie
- 2014: RebellComedy, Staffel 1 (WDR)
- 2016: RebellComedy, Staffel 2 (WDR)
- 2017: RebellComedy, Staffel 3 (WDR)
- 2019: RebellComedy, Staffel 4 (WDR)

## Belege
1. ↑  Benaissa. In: RebellComedy. Abgerufen am 17. Mai 2019 (deutsch).
2. ↑  Khalid Elkhodri: RAP RIF BERBER. 21. August 2007, abgerufen am 17. Mai 2019.
3. ↑  FladenbrotComedy: Fladenbrot - comedians gesucht! 4. Dezember 2006, abgerufen am 17. Mai 2019.
4. ↑  RebellComedy. Abgerufen am 17. Mai 2019.
5. ↑  Halyna Leontiy: „Isch komm isch“ – Sprachinterferenzkomik, Sprachkontrastierung und kulturelle Mehrfachzugehörigkeit am Beispiel der Comedy von Benaissa Lamroubal (RebellComedy). In: Patrick Wolf-Farré et al. (Hrsg.): Sprachkontrast und Mehrsprachigkeit: Linguistische Grundlagen, didaktische Implikationen und Desiderata. (= Multilingualism and Language Teaching; Bd. 8) Narr Francke Attempto, Tübingen 2021, ISBN 978-3-8233-8349-9, S. 241–271.
6. ↑  zakk - Zentrum für Aktion, Kultur und Kommunikation - Event Detail. Abgerufen am 17. Mai 2019.
7. ↑  imfernsehen GmbH & Co KG: RebellComedy: Sendetermine WDR. Abgerufen am 17. Mai 2019.
8. ↑  Prix Pantheon - Alle Preisträger und Nominierten. Abgerufen am 17. Mai 2019.
9. ↑  Comedy Clash Stuttgart - Platzierungen. Archiviert vom Original (nicht mehr online verfügbar) am 17. Mai 2019; abgerufen am 17. Mai 2019.  Info: Der Archivlink wurde automatisch eingesetzt und noch nicht geprüft. Bitte prüfe Original- und Archivlink gemäß Anleitung und entferne dann diesen Hinweis.
10. ↑  Benaissa Lamroubal. Abgerufen am 17. Mai 2019.
11. ↑  Benaissa Lamroubal: Benaissa Lamroubal - BE NICER (komplettes Solo). 29. April 2018, abgerufen am 17. Mai 2019.
12. ↑  Benaissa Lamroubal | Soloshow | Duisburg. In: RebellComedy. Abgerufen am 17. Mai 2019 (deutsch).
13. ↑  Jasmin Kalarickal: RebellComedy über Racial Profiling: „Comedy entsteht aus Schmerz“. In: Die Tageszeitung: taz. 15. Januar 2017, ISSN 0931-9085 (taz.de [abgerufen am 17. Mai 2019]).

| Personendaten    | Personendaten       |
| ---------------- | ------------------- |
| NAME             | Lamroubal, Benaissa |
| ALTERNATIVNAMEN  | El Ghali, Benaissa  |
| KURZBESCHREIBUNG | Comedian            |
| GEBURTSDATUM     | 20. August 1979     |
| GEBURTSORT       | Nador, Marokko      |